# Fabio Dal Zotto
Fabio Dal Zotto, född den 17 juli 1957 i Vicenza, Italien, är en italiensk fäktare som bland annat tog OS-silver i herrarnas lagtävling i florett i samband med de olympiska fäktningstävlingarna 1976 i Montréal.